# Клоникаванский человек

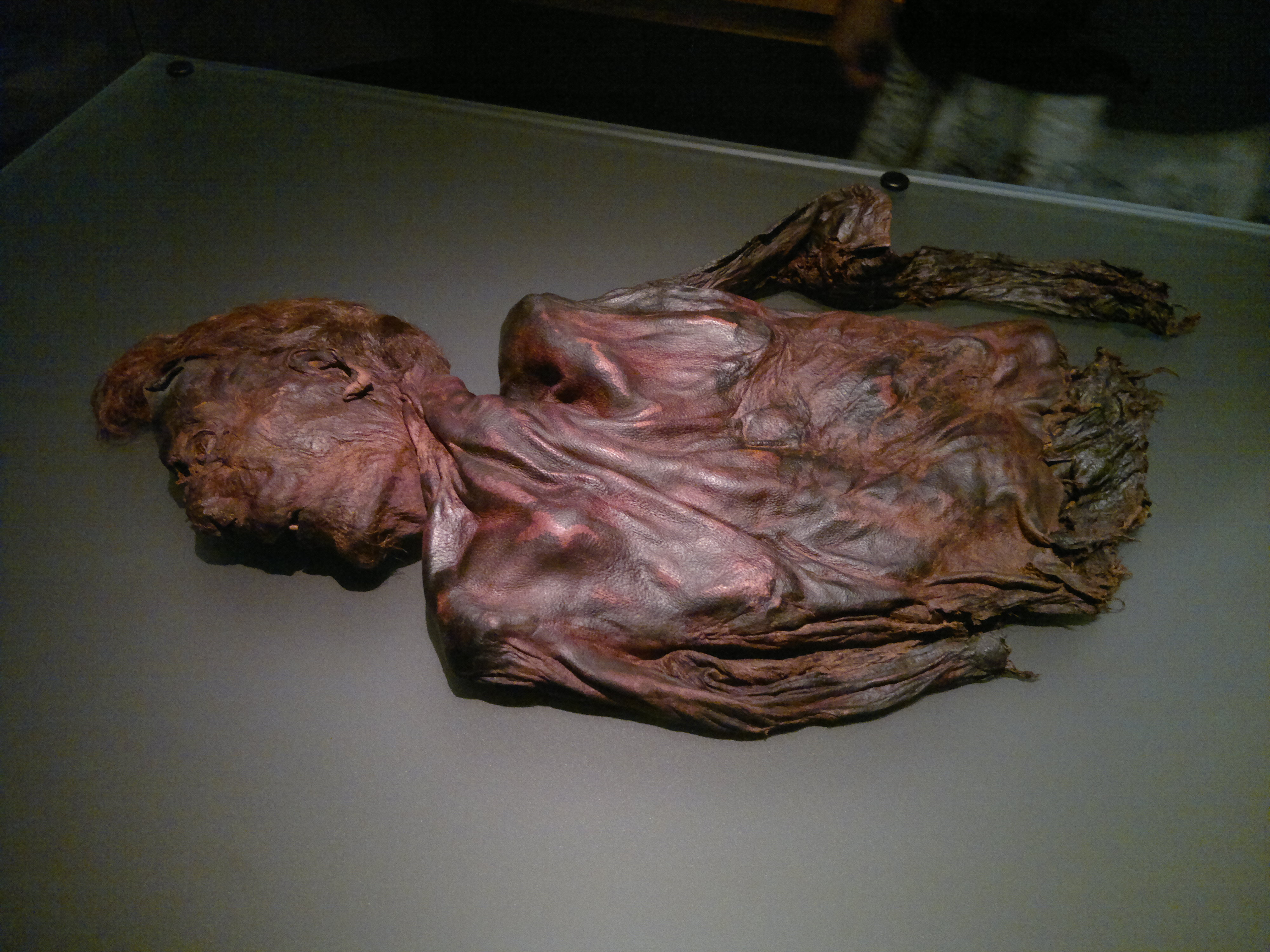
Клоникаванский человек

Клоникаванский человек (англ. Clonycavan Man) — имя, данное хорошо сохранившейся мумии железного века, найденной в 2003 году в болотах местности Клоникаван в ирландском графстве Мит. Мумия сохранилась так хорошо, что изначально ею занимались полицейские судмедэксперты (как относительно «свежей»). Рост клоникаванского человека — 157 сантиметров, возраст по радиоуглеродному методу — около 2300 лет.  Мумия примечательна тем, что на её голове найден своеобразный «гель для волос», состав которого подтверждает наличие торговых путей между Ирландией и Южной Европой (территорией Франции или Испании) уже в те времена. Смесь из растительного масла и сосновой смолы удерживала закрученные вокруг головы волосы, образовав причёску, похожую на ирокез. Предположительно, найденный человек относился к знати, был молод и был принесён в жертву. У него был расколот череп и повреждена переносица, вероятно, одним и тем же оружием — каменным топором. Химический анализ волос показал, что его рацион был богат овощами, таким образом, он был убит летом или ранней осенью.
Практически весь череп мумии растворился в кислой болотной среде. Учёным из Университета Данди (University of Dundee) удалось восстановить облик найденного человека. За некоторые особенности внешности мумия была также прозвана «Дэвидом Бэкхемом». 
Мумия хранится в Национальном музее Ирландии.